# Pentagonal bipyramid
En pentagonal bipyramid är en polyeder vars sidor byggs upp av tio trianglar. Den kan ses som två pyramider som delar en gemensam pentagonal bas. En regelbunden pentagonal bipyramid består av liksidiga trianglar och är en deltaeder.